# کن توپالیان
کن توپالیان (انگلیسی: Ken Topalian؛ زادهٔ ۵ ژوئیهٔ ۱۹۶۳ در پاتاکیت، رود آیلند) ورزشکار رشته بابسلد اهل ارمنستان است که در بازی‌های المپیک زمستانی ۱۹۹۴ در ترکیب کاروان ارمنستان در ماده دونفره مردان به رقابت پرداخت.